# Frente para la Alternancia y la Concordia en Chad
El Frente para la Alternancia y la Concordia en Chad (en francés: Front pour la alternance et la concorde au Tchad), o FACT, es una organización política y paramilitar creada por Mahamat Mahdi Ali en marzo de 2016 en Tanua, en el norte de Chad, con el objetivo de derrocar al gobierno de Chad. Es un grupo escindido de la Unión de Fuerzas para la Democracia y el Desarrollo. Ali declaró su preparación para las operaciones militares contra el presidente Idriss Déby. El grupo fue responsable de la muerte de Déby en abril de 2021, cuando fue asesinado mientras comandaba tropas en la línea del frente que luchaban contra los militantes.El FACT y el Consejo de Comando Militar para la Salvación de la República (CCMSR) forman parte de la insurgencia en el norte de Chad, que busca derrocar al gobierno del expresidente Idriss Déby, que estuvo en el poder desde el golpe de Estado de 1990 hasta su muerte en 2021 a manos del FACT.

## Orígenes
El grupo fue fundado por oficiales disidentes del ejército chadiano que se habían separado de la Unión de Fuerzas para la Democracia y el Desarrollo. FACT se organizó como unión de diferentes facciones rebeldes en marzo de 2016, pero pronto sufrió disputas internas. Los disidentes se escindieron y crearon el Consejo de Mando Militar para la Salvación de la República (en francés: Conseil de commandement militaire pour le salut de la République) (CCMSR). En su versión actual, FACT surgió en abril de 2016.
Durante su primer año de existencia el FACT operó por lo general como grupo de mercenarios para varias facciones libias.

## Acciones militares

### Segunda Guerra Libia
En un inicio los elementos del FACT operaron como mercenarios para distintas facciones libias. Para junio de 2016, el Consejo de Mando Militar para la Salvación de la República (CCMSR) se separó de FACT. En diciembre de 2016, las fuerzas del Ejército Nacional Libio (LNA) bombardearon a las fuerzas FACT dos veces en el distrito de Jufra, lo que provocó una muerte. Unos meses más tarde, en junio de 2017, un grupo de milicias aliado con FACT, Tercera Fuerza, entregó el distrito de Jufra al LNA. Al FACT se le permitió permanecer allí bajo un pacto tácito de no agresión con el LNA. Dada la colaboración del Ejército Nacional Libio con las tropas rusas, el periodista francés Jerome Tubiana apuntó la posibilidad de que las FACT fueron entrenadas por la sociedad militar privada del Grupo Wagner. Un informe de Naciones Unidas de marzo de 2021 señaló que el Grupo Wagner estaba presente en Libia desde octubre de 2018.
El LNA intentó que FACT uniera sus fuerzas, pero FACT quería permanecer neutral en el conflicto de Libia; el hecho de que se mantengan neutrales daña su capacidad para asegurar las carreteras contra bandidos y terroristas.
Desde finales de 2017 hasta octubre de 2018, las fuerzas del FACT se enfrentaron con ISIS. En estos enfrentamientos murieron al menos tres miembros del FACT y dos yihadistas. En algún momento FACT firmó un pacto de no agresión con el LNA.

### Insurgencia en el norte de Chad
En la noche del 11 de abril de 2021, el día de las elecciones presidenciales de Chad, FACT atacó un puesto fronterizo de Chad en el norte de Chad justo cuando cerraban los colegios electorales. A cambio, fueron atacados por fuerzas gubernamentales. El 17 de abril de 2021, el gobierno británico dijo que dos convoyes armados de FACT avanzaban hacia la capital, N'Djamena. El ejército chadiano afirmó haber destruido un convoy FACT en la provincia de Kanem mientras que se vio a otro acercándose a la ciudad de Mao.
El 20 de abril de 2021, el presidente Idriss Déby fue herido de muerte por disparos de FACT en la línea del frente del conflicto, poco más de una semana después de que fuera reelegido presidente para un sexto mandato. Un portavoz rebelde afirmó que Déby fue herido en la aldea de Mele, cerca de la ciudad de Nokou, antes de ser transportado de regreso a la capital, N'Djamena, donde sucumbió a sus heridas. El general Mahamat Déby Itno, hijo del presidente fallecido, fue declarado presidente interino como jefe de una junta militar. A pesar de este éxito, la ofensiva rebelde finalmente fracasó y el gobierno reclamó la victoria el 9 de mayo de 2021. La presidencia de Chad pasó a manos de Mahamat Déby, hijo de Idriss Déby. Estableció el Consejo Militar de Transición (TMC) como nueva autoridad de gobierno e inicialmente se negó a negociar con grupos insurgentes.
En junio de 2021 diversos medios de comunicación franceses apuntan la conexión del FACT con la sociedad militar privada Grupo Wagner.
Déby suavizó su postura en agosto de 2021, proponiendo un diálogo nacional con los rebeldes. FACT expresó interés en la propuesta. La discusión entre el gobierno y los insurgentes comenzó en octubre, supervisada por el expresidente Goukouni Oueddei. La CCMSR y la FNDJT confirmaron su participación. El 29 de noviembre, el gobierno chadiano anunció una amnistía para 296 rebeldes y disidentes políticos.
En enero de 2022, el gobierno chadiano liberó a más figuras de la oposición. En marzo de 2022, se llevaron a cabo más conversaciones de paz en Doha, en las que participaron el régimen de Déby y varios grupos rebeldes, incluidos FACT, el Movimiento para la Democracia y la Justicia en Chad y la Unión de Fuerzas para la Democracia y el Desarrollo